# Rivière Inconnue (rivière des Perdrix)
Pour les articles homonymes, voir Inconnue.
La rivière Inconnue coule dans les municipalités de Cap-Saint-Ignace et de Notre-Dame-du-Rosaire, dans la municipalité régionale de comté (MRC) de Montmagny, dans la région administrative de Chaudière-Appalaches, au Québec, au Canada.
La rivière Inconnue est un affluent de la rive est de la rivière des Perdrix (Bras Saint-Nicolas), laquelle s'écoule vers la rive sud du Bras Saint-Nicolas ; de là, le courant coule jusqu'à la rive sud-est de la rivière du Sud (Montmagny) ; cette dernière coule vers le nord-est jusqu'à la rive sud du fleuve Saint-Laurent.

## Géographie
Les principaux bassins versants voisins de la rivière Inconnue sont :
- côté nord : rivière des Perdrix (Bras Saint-Nicolas), fleuve Saint-Laurent, bras Saint-Nicolas ;
- côté est : ruisseau Fortin, Bras Saint-Nicolas, rivière Cloutier ;
- côté sud : rivière des Perdrix (Bras Saint-Nicolas), rivière Cloutier, rivière du Sud (Montmagny), rivière Fraser (rivière du Sud) ;
- côté ouest : rivière des Perdrix (Bras Saint-Nicolas), rivière Morigeau.

La rivière Inconnue prend sa source sur le versant nord des Monts Notre-Dame, dans le canton de Bourdages, dans la municipalité de Cap-Saint-Ignace. Plusieurs branches de ruisseaux de montagnes et forestiers alimentent la tête de la rivière Inconnue.
À partir de sa source, la rivière Inconnue coule en zone montagneuse et forestière sur 5,9 km, répartis selon les segments suivants :
- 3,1 km vers le sud-ouest dans Cap-Saint-Ignace, jusqu'à la limite entre Cap-Saint-Ignace et Notre-Dame-du-Rosaire ;
- 2,8 km vers le nord-ouest dans Notre-Dame-du-Rosaire, jusqu'à sa confluence.

La rivière Inconnue se déverse sur la rive est de la rivière des Perdrix (Bras Saint-Nicolas) dans petite vallée au nord de la montagne des Érables. Cette confluence est située à 14,3 km de la rive sud du fleuve Saint-Laurent, à 8,4 km au nord du village de Notre-Dame-du-Rosaire et à 15,8 km au sud-est du pont routier de Montmagny.

## Toponymie
Le toponyme Rivière Inconnue a été officialisé le 5 décembre 1968 à la Commission de toponymie du Québec.